# 오로시마치역 (미야기현)
오로시마치역(일본어: 卸町駅)은 일본 미야기현 센다이시 와카바야시구 오로시마치 1초메에 있는 센다이 시 지하철 도자이 선의 역이다. 역 번호는 T 11이다.

## 역 구조
현도 137호 아라하마바라초 선과 도시 계획 도로 히가시센다이미나미코이즈미 선의 교차점(야마토마치 4초메 사거리)에 위치한다. 역 동쪽에는 변전소가 병설되었다. 승강장은 지하 2층이다.

### 타는 곳
| 1 | ■ 도자이 선 |  | 아라이 방면                     |  |
| 2 | ■ 도자이 선 |  | 센다이・야기야마도부쓰코엔 방면 |  |

## 출구 안내
미나미1, 기타1의 총 2곳이다.

### 미나미1 출입구
- 야마토마치 3 ~ 5초메
- 나카쿠라 3초메

### 기타1 출입구
- 오로시마치 회관
- 오로시 마치 1,2초메
- 미야치요 3초메

## 역 주변
당역 북쪽에는 유통 업무 단지, 남쪽으로는 주택가가 형성되어 있다.
- 센다이 도매상 센터
- 센다이 시 중앙 도매 시장
- 센다이 시 수도국 오로시마치 청사
- 센다이 시립 센다이 공업 고등학교
- 모리노 시장
- 도호 은행 센다이히가시 지점
- 이와테 은행 미야기노 지점
- 기라야카 은행 센다이 오로시마치 지점
- 미야기 현도 137호 아라하마바라초 선
- 센다이 시립 야마토 초등학교

## 역사
- 2000년 10월: 역명(가칭) 공표.
- 2007년: 착공.
- 2013년 12월 24일: 역명 정식 발표.
- 2015년 12월 6일: 영업 개시.

## 인접역
| 센다이 시 지하철 ■ 도자이 선          | 센다이 시 지하철 ■ 도자이 선 | 센다이 시 지하철 ■ 도자이 선 |
| ------------------------------------- | ---------------------------- | ---------------------------- |
| T 10 야쿠시도 야기야마도부쓰코엔 방면 |                              | 로쿠초노메 T 12 아라이 방면  |